# Monster’s Ball
Monster’s Ball ist ein Independent-Film des deutsch-schweizerischen Regisseurs Marc Forster aus dem Jahr 2001. Für das Filmdrama wurde Halle Berry 2002 als erste afroamerikanische Schauspielerin mit dem Oscar als beste Hauptdarstellerin ausgezeichnet.

## Handlung
Hank Grotowski leitet die Hinrichtungen in einem Strafgefängnis in den US-Südstaaten, wie dies auch sein Vater Buck früher getan hat. Auch sein Sohn Sonny lernt dieses Handwerk im selben Gefängnis und soll später in die Fußstapfen seines Vaters treten. Sonny leidet jedoch unter dem freudlosen, von Pflichterfüllung, Macho-Haltung und Rassismus geprägten Lebensstil von Großvater und Vater. Während Sonny seiner ersten Hinrichtung entgegensieht, wechselt die Perspektive zum schwarzen Todeskandidaten Lawrence Musgrove, der nach elf Jahren Gefängnis ein letztes Gespräch mit seiner Frau Leticia und seinem Sohn Tyrell führt. Kurz vor seiner Hinrichtung freundet sich Sonny mit ihm an. Der künstlerisch begabte Afroamerikaner fertigt Porträts seiner beiden Bewacher an und schenkt sie Sonny. Währenddessen warten Leticia und Tyrell vergeblich auf einen letzten Anruf, der Musgrove verweigert wird. Bei der Hinrichtung hält Sonny dem psychischen Druck nicht stand und bricht beim letzten Gang des Häftlings zusammen. Eine heftige Auseinandersetzung zwischen dem pedantischen Hank und seinem sensiblen Sohn ist die Folge. Bei seinem Vater in Ungnade gefallen, erschießt sich Sonny vor seinen Augen.
Hank versucht nach diesem Schicksalsschlag, sein Leben neu zu ordnen. Er gibt seinen Beruf auf und kauft eine Tankstelle. Leticia, in Trauer um ihren Mann und in Sorge um ihren fettleibigen Sohn, verliert ihre Stelle und wird Bedienung in Hanks Stammlokal, wo sie sich kennenlernen. In einer regnerischen Nacht, als Leticia um Hilfe für ihren von einem Auto angefahrenen Sohn Tyrell bittet, hält Hank an und bringt beide ins Krankenhaus. Der Junge stirbt dort kurze Zeit später, und Hank fährt Leticia nach Hause. Im Lokal begegnen sie sich wieder; es entstehen zarte Gefühle zwischen den beiden, zunächst gespeist von der gemeinsamen Erfahrung, ein Kind verloren zu haben und vielleicht als Eltern versagt zu haben. Der jungen Liebe stehen jedoch Hanks rassistischer Vater Buck im Wege sowie der Umstand, dass Hanks letzter Häftling, den er auf den elektrischen Stuhl begleitet hatte, Leticias Ehemann Lawrence war. Hank verlegt seinen Vater ins Altenheim und streicht sein Haus neu. Als Leticias Haus zwangsgeräumt wird, zieht sie bei Hank ein. Leticia findet durch Zufall die von ihrem toten Mann angefertigten Porträts in Sonnys Zimmer, ist zunächst schockiert, scheint dies jedoch schlussendlich zu überwinden.

## Entstehungsgeschichte
Früher wurde in England für Todeskandidaten am Vorabend ihrer Hinrichtung eine Party ausgerichtet – der so genannte Monster’s Ball. Fast fünf Jahre lang kursierte das nach dem genannten Zusammenhang benannte Drehbuch von Milo Adicca und Will Rokos in Hollywood. Namhafte Regisseure sollen für die Verfilmung in der engeren Wahl gestanden haben; auch die Schauspieler Sean Penn und Robert De Niro wurden für die Regie bzw. die männliche Hauptrolle gehandelt. Überraschenderweise entschloss man sich jedoch dazu, den in den USA relativ unbekannten deutsch-schweizerischen Doppelbürger Marc Forster mit der Regie zu betrauen. Dieser war 1990 in die Vereinigten Staaten gezogen und hatte unter anderem an der renommierten Filmschule der New York University studiert.

## Kritiken
Blickpunkt: Film berichtete von der „ungewöhnlichsten Liebesgeschichte seit langem“. Zwar sei der Film „notorisch“ wegen seiner Sexszene, er lebe aber vor allem von seinen „sensationellen Hauptdarstellern“. Der Filmkritiker der Tageszeitung Die Welt fand in der Ausgabe vom 5. September 2002 die Geschichte von sehr glaubwürdigen Hauptdarstellern nuanciert dargeboten. Die taz vom selben Tag sah hervorragende Leistungen der Hauptdarsteller, es störe aber der konstruierte Plot sowie die teils wenig differenzierte Figurenzeichnung. Der Tagesspiegel beurteilte den Film weniger positiv. Den Kritiker störte insbesondere das holzschnittartige Drehbuch, außerdem sei Halle Berry zwar eine gut aussehende Frau, in dem Film aber nur eine mittelmäßige Schauspielerin.
Halle Berry habe „grässlich geschauspielert“, meint das Filmmagazin Jump Cut. Vor allem aber sei der unglaubwürdige Plot „nicht zu retten“. Das Lexikon des internationalen Films bezeichnet Monster’s Ball hingegen als „mutigen, weitgehend überzeugend gespielten und in vielen Details höchst unbequemen Independent-Film, der in seiner verstörenden Handlung viele Fragen aufwirft, die durch die konzentrierte Inszenierung über den Film hinaus verlängert werden.“

## Auszeichnungen
Kritiker und Publikum hatten bei der Oscarverleihung 2002 mit einem Favoritensieg der Golden-Globe-Gewinnerin Nicole Kidman für Moulin Rouge gerechnet. So kam es einer Sensation gleich, als der beste Hauptdarsteller des Vorjahres, Russell Crowe, Berry als Gewinnerin in der Kategorie Beste Hauptdarstellerin verkündete. Die zutiefst bewegte Halle Berry brach bei ihrer anschließenden Dankesrede mehrfach in Weinkrämpfe aus und rührte das Publikum im Kodak Theatre in Hollywood zu Tränen und Beifallsstürmen. Mit dem unerwarteten Sieg schrieb sie Oscar-Geschichte. Sie ist die bislang einzige afroamerikanische Schauspielerin, die als beste Hauptdarstellerin ausgezeichnet wurde. Berrys sentimentale Dankesrede wurde 2005 im Vorfeld der 77. Oscar-Verleihung auf Platz 2 aller je gehaltenen Oscar-Reden gewählt hinter Tom Hanks’ ergreifender Ansprache, die der Schauspieler 1994 anlässlich seines Oscars für Philadelphia hielt.
| Oscarverleihung 2002 - Beste Hauptdarstellerin (Halle Berry) - nominiert in der Kategorie Bestes Original-Drehbuch British Academy Film Awards 2003 - nominiert für Halle Berry als beste Hauptdarstellerin Golden Globe Awards 2002 - nominiert in der Kategorie Beste Hauptdarstellerin (Halle Berry) AFI Awards 2002 - Nominierungen in den Kategorien - Bester Film des Jahres - Beste Schauspielerin des Jahres (Halle Berry) American Screenwriters Association Awards 2002 - Bestes Drehbuch Japanese Academy Awards 2003 - Bester ausländischer Film Berlinale 2002 - Silberner Bär für die beste Schauspielerin (Halle Berry) - nominiert für den Goldenen Bären als bester Film Black Reel Awards 2002 - Beste Darstellerin – Drama (Halle Berry) Chicago Film Critics Association Awards 2002 - - Beste Hauptdarstellerin (Halle Berry) |  | Film Critics Circle of Australia 2002 - nominiert als bester ausländischer Film in englischer Sprache Florida Film Critics Circle Awards 2002 - Bester Hauptdarsteller (Billy Bob Thornton) Golden Satellite Awards 2002 - Bestes Original-Drehbuch - nominiert in den Kategorien - Bester Hauptdarsteller (Billy Bob Thornton) - Beste Hauptdarstellerin (Halle Berry) Independent Spirit Awards 2002 - nominiert als bestes Original-Drehbuch MTV Movie Awards 2002 - nominiert in der Kategorie Beste Hauptdarstellerin (Halle Berry) National Board of Review Awards 2001 - Bester Hauptdarsteller (Billy Bob Thornton) - Beste Hauptdarstellerin (Halle Berry) Robert Festival 2003 - nominiert als bester amerikanischer Film Screen Actors Guild Awards 2002 - Beste Hauptdarstellerin (Halle Berry) Writers Guild of America Awards 2002 - nominiert als bestes Original-Drehbuch |

Die Deutsche Film- und Medienbewertung FBW in Wiesbaden verlieh dem Film das Prädikat besonders wertvoll.